# Rötlichgelbe Herbsteule
Die Rötlichgelbe Herbsteule (Sunira circellaris), zuweilen auch Ulmen-Herbsteule genannt, ist ein Schmetterling aus der Familie der Eulenfalter (Noctuidae). Das Artepitheton leitet sich vom lateinischen Wort circulus mit der Bedeutung „Kreis“ ab und bezieht sich auf die kreisrunde Ringmakel auf der Vorderflügeloberseite. Aufgrund der oftmals rötlich braunen Farbe der Falter und deren Form in der Ruhestellung wird die Art im englischen Sprachgebrauch als The Brick (Ziegelstein) bezeichnet.

## Merkmale

### Falter
Die Flügelspannweite der Falter beträgt 34 bis 44 Millimeter. Sie sind farblich sehr variabel. So treten gelbbraune, graubraune oder rötlich braune Exemplare auf. Die dunkelbraunen Querlinien auf der Vorderflügeloberseite sind stark gezackt. Die Wellenlinie ist innen rot angelegt. Ring- und Nierenmakel sind braun umrandet. Die Ringmakel ist groß und kreisrund. Im Innern der Nierenmakel hebt sich ein kleiner schwarzer Fleck ab. Die Hinterflügeloberseite ist zeichnungslos hellgrau, am Innenrand breit ockergelb gefärbt.

### Raupe
Die Raupen sind graubraun bis rotbraun gefärbt. Rücken- und Nebenrückenlinien heben sich dünn hell ab. Auffällig sind kräftige v-förmige schwarzbraune Flecke auf dem Rücken. Der Kopf ist hellbraun. Der dunkelbraune Nackenschild wird von drei gelblichen Längslinien durchzogen, von denen die mittlere am schwächsten ist.

### Ähnliche Arten
Die Färbung der Falter der Rötlichen Herbsteule (Agrochola helvola) tendiert stärker zu rotbraunen Tönungen. Außerdem fehlt der kleine schwarze Fleck innerhalb der Nierenmakel. Auch ist die Wellenlinie nicht rot angelegt.

## Verbreitung und Lebensraum
Die Verbreitung der Rötlichgelben Herbsteule erstreckt sich durch die Mitte Europas bis in den Westen Sibiriens. Sie kommt auch auf Island sowie in Kleinasien und Kasachstan sowie Turkmenistan und Turkestan vor. In den Alpen steigt sie bis auf etwa 1600 Meter. Lebensraum sind Waldränder, Auenwälder, buschige Heiden, Ufer- und Moorgebiete, Vorhölzer, auch Stadtgebiete sowie Gärten und Parklandschaften.

## Lebensweise

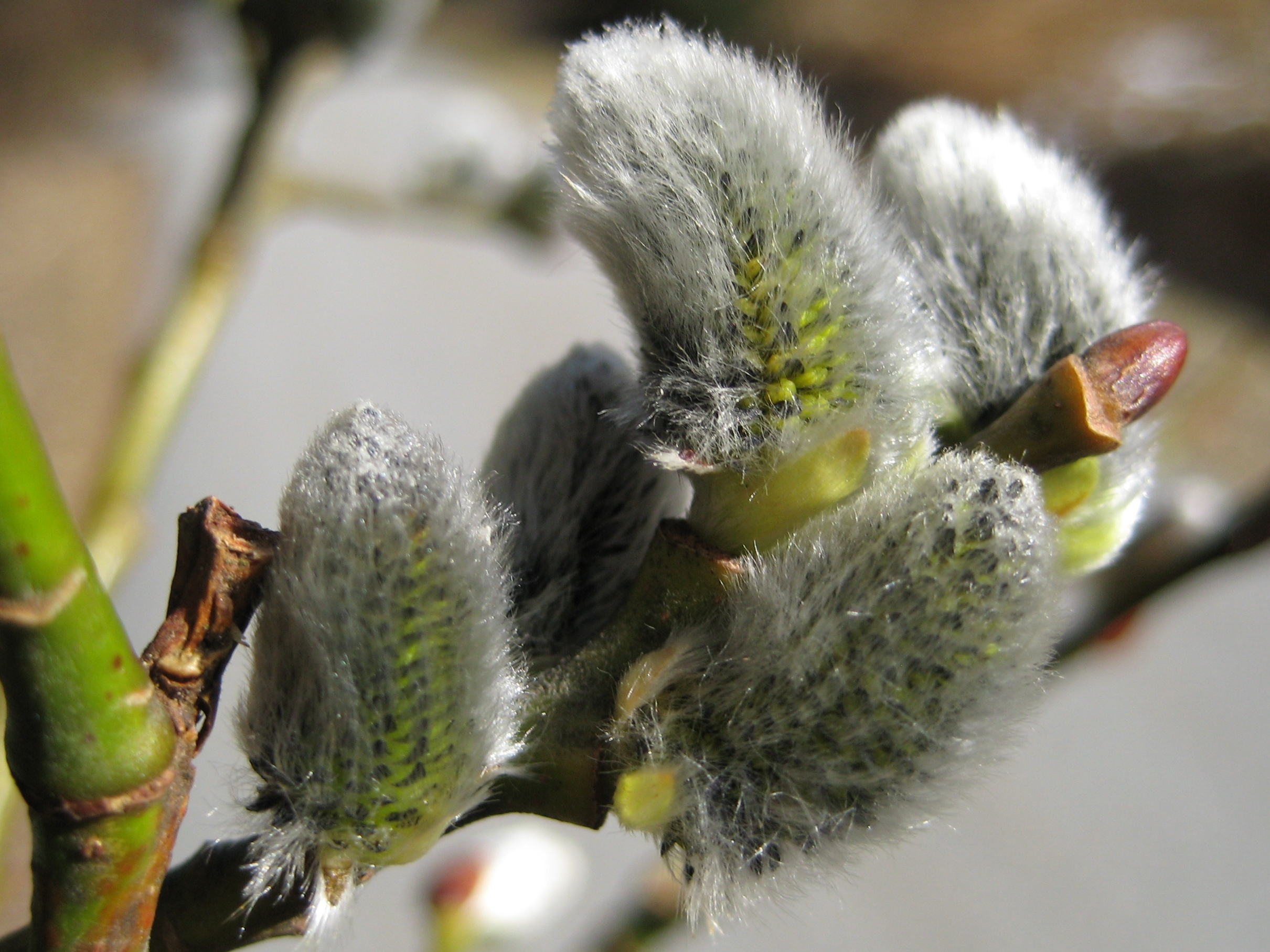
Männliche Blütenkätzchen der Sal-Weide, eine Nahrung der Raupen

Die Falter fliegen von Anfang August bis Mitte November. Sie sind nachtaktiv und erscheinen an künstlichen Lichtquellen und Ködern. Sie wurden auch saugend an den Blüten von Schmetterlingsflieder (Buddleja davidii) beobachtet. Die Art überwintert im Eistadium. Die Raupen leben von April bis Juni. Junge Raupen ernähren sich zunächst von den Kätzchen und Blattknospen von Weiden- (Salix), Ulmen- (Ulmus) und Pappelarten (Populus), wobei es erhebliche regionale Unterschiede gibt. Gebietsweise wird die Sal-Weide (Salix caprea) bevorzugt. Ältere Raupen lassen sich zusammen mit den verblühten Kätzchen zu Boden fallen und ernähren sich dann von niedrigen Pflanzen. Zuchten mit Löwenzahn erwiesen sich als sehr erfolgreich. Die Verpuppung erfolgt in einem Kokon in der Erde.

## Gefährdung
Die Art kommt in Deutschland verbreitet, zuweilen zahlreich vor und wird auf der Roten Liste gefährdeter Arten als „nicht gefährdet“ eingestuft.

## Taxonomie
Die Gattung Sunira wurde in der Paläarktis zunächst nur als Untergattung von Agrochola aufgefasst. Deutliche Unterschiede der Geschlechtsorgane führten 2010 jedoch dazu, Sunira in den Status einer Gattung zu erheben, was in der Fachwelt weitgehend bestätigt wurde.